# Chassal-Molinges
Chassal-Molinges ist eine französische Gemeinde mit 1.120 Einwohnern (Stand 1. Januar 2022) im Département Jura in der Region Bourgogne-Franche-Comté. Sie gehört zum Arrondissement Saint-Claude und zum Kanton Coteaux du Lizon.
Sie entstand als Commune nouvelle mit Wirkung vom 1. Januar 2019 durch die Zusammenlegung der bisherigen Gemeinden Chassal und Molinges, die in der neuen Gemeinde der Status einer Commune déléguée haben. Der Verwaltungssitz befindet sich im Ort Molinges.

## Gliederung
| Ortsteil                     | ehemaliger INSEE-Code | Fläche (km²) | Höhenlage (m) | Einwohnerzahl zum 1. Januar 2019 | Dichte (Einw. je km²) |
| ---------------------------- | --------------------- | ------------ | ------------- | -------------------------------- | --------------------- |
| Chassal                      | 39113                 | 5,19         | 340–665       | 426                              | 082,1                 |
| Molinges (Verwaltungssitz)00 | 39339                 | 2,57         | 334–686       | 697                              | 271,2                 |

## Geografie
Die Gemeinde liegt etwa acht Kilometer (Luftlinie) westsüdwestlich der Stadt Saint-Claude im Regionalen Naturpark Haut-Jura. Das Gemeindegebiet wird vom Fluss Bienne durchquert, in dessen Tal auch die Verkehrsanbindung durch die Départementsstraße D 436, sowie die Eisenbahnlinie von Oyonnax nach Saint-Claude verläuft.
Umgeben wird Chassal-Molinges von fünf Nachbargemeinden:
|                       | Lavans-lès-Saint-Claude |              |
| Vaux-lès-Saint-Claude | Kompass                 | Saint-Claude |
| Rogna                 | Larrivoire              |              |

## Bevölkerungsentwicklung
| Gemeinde                  | Einwohnerzahlen (Census) |      |      |      |      |      |      |      |      |      |      |
| Gemeinde                  | 1962                     | 1968 | 1975 | 1982 | 1990 | 1999 | 2006 | 2008 | 2011 | 2013 | 2016 |
| ------------------------- | ------------------------ | ---- | ---- | ---- | ---- | ---- | ---- | ---- | ---- | ---- | ---- |
| Chassal                   | 320                      | 362  | 383  | 425  | 492  | 509  | 497  | 494  | 480  | 451  | 437  |
| Molinges                  | 452                      | 491  | 533  | 534  | 524  | 596  | 683  | 676  | 665  | 672  | 700  |
| Chassal-Molinges00        | 0772                     | 0853 | 0916 | 0959 | 1016 | 1105 | 1180 | 1170 | 1145 | 1123 | 1137 |
| Quelle: Cassini und INSEE |                          |      |      |      |      |      |      |      |      |      |      |

Die (Gesamt-)Einwohnerzahlen der Gemeinde Chassal-Molinges wurden durch Addition der bis Ende 2018 selbständigen Gemeinden ermittelt.